# Richard Carapaz
Richard Carapaz (* 29. Mai 1993 in El Carmelo) ist ein ecuadorianischer Radrennfahrer. Er gilt als Bergspezialist. 2019 war er der erste Ecuadorianer, der den Giro d’Italia gewann. 2021 siegte er in Tokio im olympischen Straßenrennen. Er gewann damit die erst zweite Goldmedaille in der olympischen Geschichte Ecuadors und war zugleich der erste Südamerikaner, der dieses Rennen gewann.

## Kindheit und Jugend
Richard Carapaz wuchs mit zwei Schwestern in dem kleinen Anden-Ort Julio Andrade nahe der Grenze zu Kolumbien auf, der 2950 Meter hoch liegt. Als Jugendlicher bewirtschaftete er gemeinsam mit seinem Großvater den Bauernhof seiner Eltern, da seine Mutter an Brustkrebs erkrankt war. Frühmorgens stand er zum Kühemelken auf, ging anschließend zur Schule, um dann zu trainieren.

## Sportlicher Werdegang
Als 15-Jähriger zog Carapaz nach Bogotá, der Hauptstadt Kolumbiens, um als Radsportler ausgebildet zu werden. Zu diesem Zeitpunkt war er in seiner Heimat schon als die Lokomotive von Carchi bekannt. Trainiert wird er von der Trainingswissenschaftlerin Iosune Murillo. Carapaz wurde im Jahr 2013 Panamerikameister der Altersklasse U23 im Straßenrennen. 2015 gewann er die Vuelta de la Juventud, die wichtigste Rundfahrt der U23-Kategorie in Kolumbien.
Nach einem kurzzeitigen Engagement 2016 beim kolumbianischen UCI Continental Team Strongman-Campagnolo Wilier erhielt er im Sommer desselben Jahres einen Vertrag beim spanischen UCI WorldTeam Movistar, für das er ab August als Stagiaire mehrere kleinere französische Rundfahrten, sowie italienische Eintagesrennen bestritt. Bereits in seiner ersten vollen Saison für das Movistar Team zeigte er im Frühjahr mit Platz zwei beim GP Industria & Artigianato auf. Nach Top-10-Platzierungen bei der Vuelta a la Comunidad de Madrid und Vuelta a Castilla y León wurde er Gesamtzweiter der Route du Sud und setzte sich in der Nachwuchswertung durch. Am Ende der Saison gab er sein Grand-Tour-Debüt bei der Vuelta a España 2017, die er auf dem 36. Gesamtrang beendete.
Die Saison des Jahres 2018 startete Carapaz in Südamerika, ehe er Elfter bei Paris–Nizza wurde. In Vorbereitung auf den Giro d’Italia wurde er Dritter der Settimana Internazionale Coppi e Bartali und gewann mit der Asturien-Rundfahrt sein erstes Profi-Rennen, nachdem er die Bergankunft auf der Alto del Acebo für sich entschied. Beim Giro d’Italia 2018 übernahm er auf der 6. Etappe die Führung der Nachwuchswertung und gewann die 8. Etappe, als er sich rund einen Kilometer vor Ziel im Schlussanstieg von Montevergine di Mercogliano vom Hauptfeld absetzte. Schlussendlich beendete er seinen ersten Giro d’Italia auf dem vierten Gesamtrang, wobei ihm rund eine Minute auf den Drittplatzierten Miguel Ángel López fehlte, der die Nachwuchswertung gewann. Am Ende der Saison startete Carapaz bei der Vuelta a España 2018, wobei er an der Seite von Nairo Quintana und Alejandro Valverde den 18. Platz belegte. Bei seinem ersten Antritt bei den Straßenradsport-Weltmeisterschaften wurde er 71. für die ecuadorianische Nationalmannschaft.

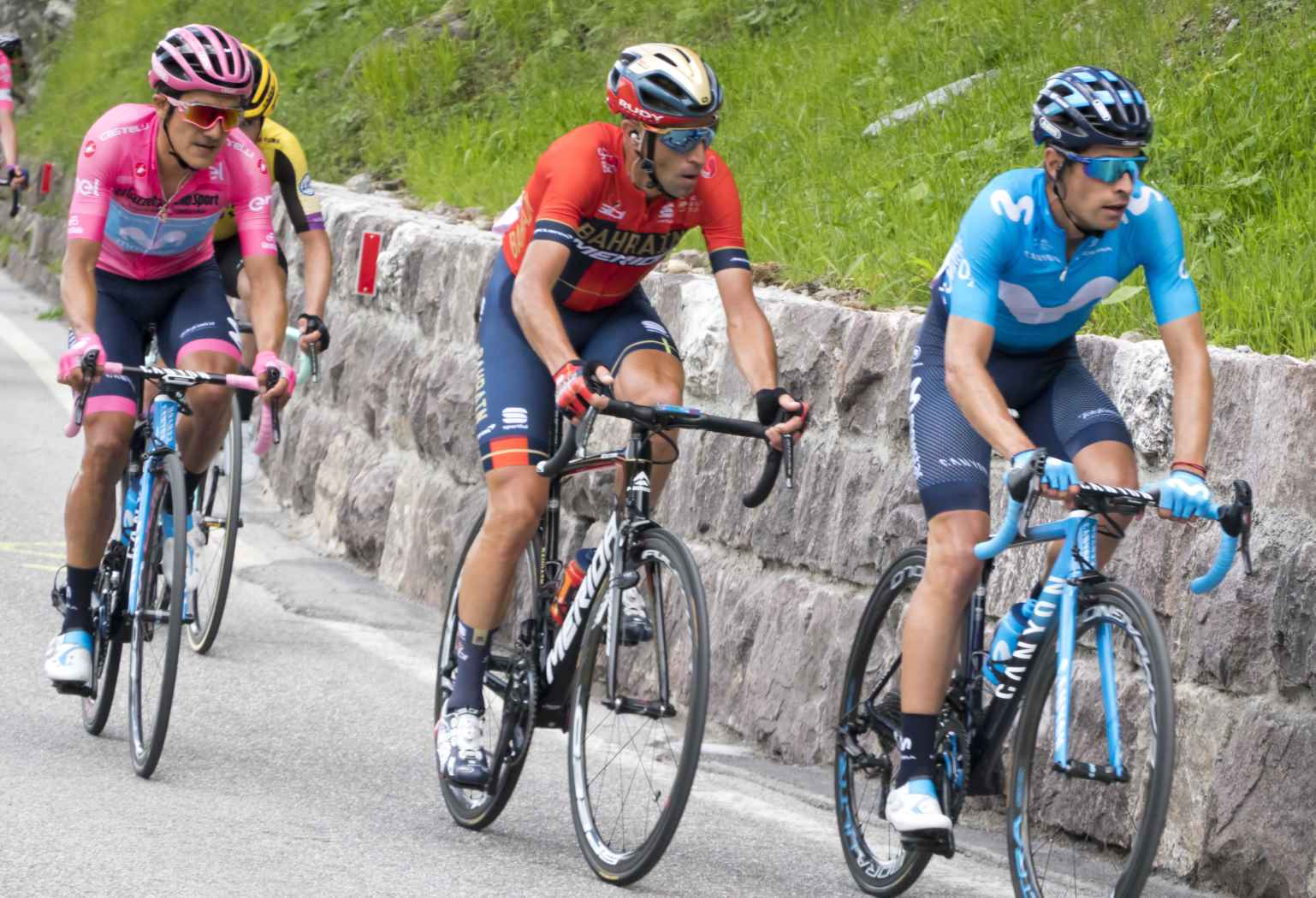
Richard Carapaz im Rosa Trikot (Giro d’Italia 2019)

Nach einem durchwachsenen Start in die Saison 2019 gewann Carapaz nach einem Etappensieg zum zweiten Mal die Gesamtwertung der Asturien-Rundfahrt. Beim Giro d’Italia ging er als Co-Leader neben Mikel Landa an den Start und gewann die 4. Etappe, als er sich in einem technisch anspruchsvollen Finale als Solist vom Hauptfeld absetzte und die Ziellinie vor den Sprintern überquerte. Nachdem er in den beiden Einzelzeitfahren bereits mehrere Minuten Rückstand im Gesamtklassement aufwies, machte er zunächst bei der ersten großen Bergankunft der 13. Etappe Zeit gut, ehe er tags darauf knapp 30 Kilometer vor dem Ziel am Colle San Carlo angriff und als Solist im Zielort Courmayeur ankam. Richard Carapaz überquerte den Zielstrich mit einem Vorsprung von mehr als eineinhalb Minuten auf seine ersten Verfolger und übernahm so die Maglia Rosa, die er auf den nachfolgenden Etappen nicht mehr abgab. Nach dem Anschlusszeitfahren erreichte er die Arena von Verona mit einem Vorsprung von rund einer Minute und gewann so als erster Ecuadorianer eine Grand Tour. Dieser Sieg machte ihn in Ecuador zu einem „Volkshelden“. 5000 Fans versammelten sich im Estadio Olímpico Atahualpa von Quito zum Public Viewing. Staatspräsident Lenín Moreno kündigte an, die Steuern auf den Import von Profirädern abzuschaffen. Nach dem Giro d’Italia folgte eine längere Rennpause, ehe er Gesamtdritter der Burgos-Rundfahrt wurde.
Im Jahr 2020 wechselte Richard Carapaz zum Team Ineos, das später unter dem Namen Ineos Grenadiers fuhr. Seine ersten Rennen in Europa bestritt Carapaz in der Saison 2020 erst nach der COVID-19-Pandemie bedingten Rennpause. Er wurde Gesamtsechster der Burgos-Rundfahrt und gewann eine Etappe der Polen-Rundfahrt. Nach Platz 13 bei der Lombardei-Rundfahrt ging er gemeinsam mit Egan Bernal bei der Tour de France 2020 an den Start, verlor jedoch bereits in der ersten Woche wertvolle Zeit im Kampf um die Gesamtwertung. Nachdem auch Egan Bernal auf der 15. Etappe viel Zeit verloren hatte, erhielt Carapaz die Freiheit, auf Etappensiege zu fahren und wurde sowohl auf der 16. als auch auf der 18. Etappe Zweiter, wobei er den Sieg bei letzterer seinem Teamkollegen Michał Kwiatkowski überließ, mit dem er sich gemeinsam von der Ausreißergruppe abgesetzt hatte. Nach Platz 22 bei den Straßenradsport-Weltmeisterschaften in Imola, nahm Carapaz die Vuelta a España 2020 als Kapitän in Angriff und stellte sich bald als größter Konkurrent von Primož Roglič heraus. Nach der 6. Etappe, die mit einer Bergankunft in Formigal endete, übernahm er erstmals das Rote Trikot, das er insgesamt für fünf Tage trug. Schlussendlich beendete er die Vuelta a España auf dem zweiten Gesamtrang mit einem Rückstand von 24 Sekunden hinter Primož Roglič.
Im Jahr 2021 ging Richard Carapaz erstmals bei den Ardennen-Klassikern an den Start und wurde Siebter beim Flèche Wallonne, ehe er mit Lüttich–Bastogne–Lüttich erstmals ein Monument des Radsports bestritt. Rund 30 Kilometer vor dem Ziel konnte er sich kurzfristig absetzen, ehe er wieder eingeholt wurde und den Zielstrich als 29. überquerte. Im Nachhinein wurde er jedoch aufgrund seiner Abfahrtsposition disqualifiziert, die wenige Wochen zuvor verboten worden war. Im Anschluss gewann Carapaz nach einem Etappensieg die Gesamtwertung der Tour de Suisse und ging gemeinsam mit Geraint Thomas als Co-Leader der Ineos Grenadiers an den Start der Tour de France 2021. Nachdem er sich auf den ersten Etappen schadlos gehalten hatte, versuchte er als einziger Fahrer einer Attacke vom späteren Gesamtsieger Tadej Pogačar am Col de Romme zu folgen. Gegen Ende der Frankreich-Rundfahrt präsentierte er sich in den Pyrenäen neben Tadej Pogačar und Jonas Vingegaard als einer der stärksten Fahrer und belegte schlussendlich den dritten Gesamtrang, womit er nun bei allen drei Grand Tours auf dem Podium gestanden hatte. Wenige Tage nach der Tour de France ging er gemeinsam mit Jhonatan Narváez bei den Olympischen Spielen in Tokio für die ecuadorianische Nationalmannschaft an den Start. Im Anstieg des Mikuni Pass schafft er den Sprung in eine starke Spitzengruppe und folgte nach der Kuppe, rund 25 Kilometer vor dem Ziel, einem Antritt des US-Amerikaners Brandon McNulty. Bei der ansteigenden Einfahrt auf den Fuji Speedway distanzierte er seinen Begleiter und erreichte das Ziel mit einem Vorsprung von rund einer Minute. Nach seinem Olympiasieg bestritt er die Vuelta a España 2021, bei der er jedoch keine Akzente setzen konnte und auf der 14. Etappe ausstieg.

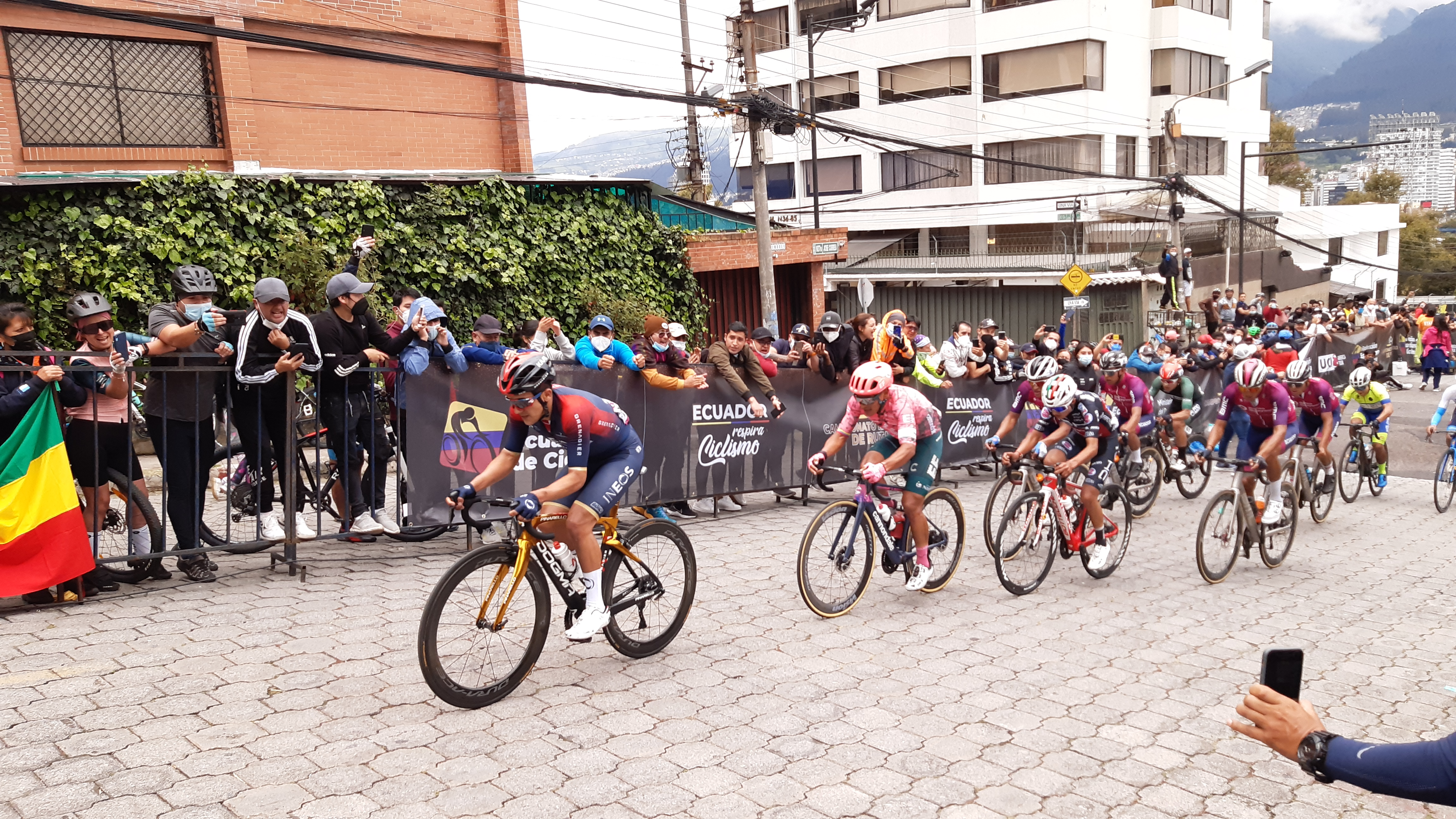
Richard Carapaz (erste Position) bei den ecuadorianischen Meisterschaften (2022)

Im Jahr 2022 startete Richard Carapaz erstmals bei den ecuadorianischen Meisterschaften, gewann das Zeitfahren und wurde Zweiter im Straßenrennen. Bei der Katalonien-Rundfahrt gewann er die 6. Etappe, auf der er sich 120 Kilometer vor dem Ziel gemeinsam mit Sergio Higuita vom Hauptfeld abgesetzt hatte. In der Gesamtwertung belegte er hinter dem Kolumbianer den zweiten Gesamtrang. Beim Giro d’Italia 2022 übernahm er auf der 14. Etappe die Maglia Rosa und führt die Rundfahrt bis zur vorletzten Etappe an, auf der er im Schlussanstieg des Passo Fedaia von Jai Hindley distanziert wurde. Nach dem Abschlusszeitfahren betrug sein Rückstand als Gesamtzweiter rund eine Minute. Nach der Polen-Rundfahrt nahm Carapaz erneut die Vuelta a España in Angriff, verlor jedoch bei den Bergankünften der ersten Woche viel Zeit und fokussierte sich anschließend auf Etappensiege. Er gewann im Anschluss die 12., 14. und 20. Etappe und sicherte sich zudem den Sieg in der Bergwertung.
Nach drei Jahren bei den Ineos Grenadiers wechselte Richard Carapaz mit der Saison 2023 zum US-amerikanischen EF Education-EasyPost-Team und gewann im Frühjahr auch den nationalen Meistertitel im Straßenrennen. Nachdem er die Mercan’Tour Classic Alpes-Maritimes für sich entschieden hatte, ging er bei der Tour de France 2023 an den Start, bei der er jedoch auf der 1. Etappe stürzte. Mit einem Bruch der Kniescheibe absolvierte er die letzten 22 Kilometer, trat bei der 2. Etappe jedoch nicht mehr an. Bei seinem Comeback im September beim Giro della Toscana wurde er Zweiter hinter Pavel Sivakov.

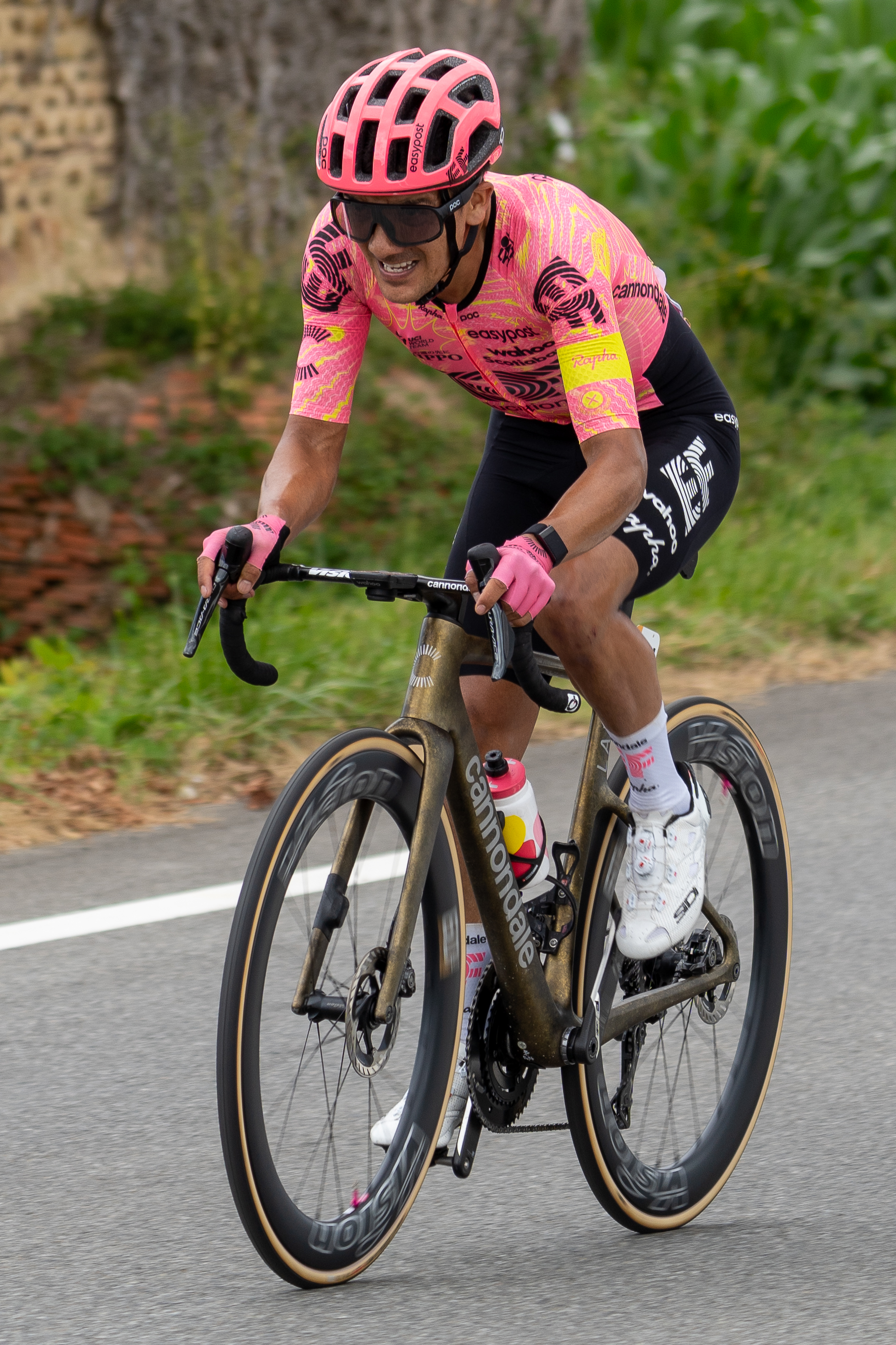
Richard Carapaz bei der Tour de France 2024

Zu Beginn der Saison 2024 wurde er erneut ecuadorianischer Meister im Zeitfahren und musste sich im Straßenrennen nur Jhonatan Narváez geschlagen geben. Bei der nachfolgenden Tour Colombia gewann er die Bergankunft auf der Alto del Vino, die auf einer Höhe von über 2800 Metern liegt. Weiters belegte er bei seinem Saisonauftakt den zweiten Gesamtrang und sicherte sich sowohl die Berg-, als auch die Punktewertung. Ende April gewann er eine Bergankunft der Tour de Romandie, bei der er Siebter in der Gesamtwertung wurde. In Vorbereitung auf die Tour de France ging er bei der Tour de Suisse an den Start, die er jedoch im Vorfeld der 5. Etappe wegen Sturzverletzungen aufgab. Nachdem er sich auf der 1. Etappe der Tour de France schadlos gehalten hatte und das Ziel der 2. Etappe gemeinsam mit Tadej Pogačar, Jonas Vingegaard und Remco Evenepoel erreichte, übernahm er auf der 3. Etappe als erster Ecuadorianer das Gelbe Trikot aufgrund seiner besseren Etappenplatzierungen. Dieses musste er tags drauf auf der ersten Hochgebirgs-Etappe abgeben und büßte zudem viel Zeit im Gesamtklassement ein. Im Anschluss ging er vermehrt in Fluchtgruppen und gewann die 17. Etappe, die im Skigebiet SuperDévoluy zu Ende ging. Auf der 19. Etappe führte er über die Cime de la Bonette, die den höchsten Punkt der Rundfahrt darstellte, und übernahm die Führung in der Bergwertung, die er bis zum Ende des Rennens nicht mehr abgab. Weiters erhielt er die Auszeichnung für den kämpferischsten Fahrer. Am Ende der Saison ging er auch bei der Vuelta a España an den Start, wo er als Gesamtvierter um 49 Sekunden das Podium verpasste.
Nachdem er im Frühjahr 2025 nicht überzeugen hatte können, ging Richard Carapaz im Mai beim Giro d’Italia als Kapitän an den Start. Nach der ersten Woche lag er auf dem vierten Gesamtrang, ehe er die 11. Etappe nach einem Solo über neun Kilometer gewann. Nachdem er sich Großteiles schadlos gehalten hatte, präsentierte er sich bei der ersten Bergankunft in den Alpen als stärkster Fahrer und rückte hinter Isaac Del Toro und Simon Yates auf den dritten Gesamtrang vor. Tags drauf konnte er als einziger Fahrer einem Antritt von Isaac Del Toro folgen und lag nun als Gesamtzweiter nur 41 Sekunden hinter dem führenden Mexikaner zurück. Nachdem er Isaac Del Toro auf der 19. Etappe nicht distanzierten hatte können und gegenüber diesem im Sprint um den zweiten Platz unterlag, ging er mit einem Rückstand von 43 Sekunden auf die abschließende Alpen-Etappe, die über den Colle delle Finestre nach Sestriere führte. Carapaz lancierte seine erste Attacke bereits am Fuße des Colle delle Finestre und setzte sich gemeinsam mit Isaac Del Toro von den restlichen Fahrern ab. Nach den ersten Angriffen konnte Simon Yates die Lücke jedoch noch einmal schließen, ehe er sich rund 40 Kilometer vor dem Ziel von den beiden Erstplatzierten der Gesamtwertung absetzte. Der Brite fuhr im Anstieg einen Vorsprung von eineinhalb Minuten heraus, während sich Richard Carapaz und Isaac Del Toro beäugten. Der Ecuadorianer griff dabei mehrmals an, konnte den Gesamtführenden Mexikaner jedoch nicht abschütteln, während beide weiter an Zeit verloren. Schlussendlich gewann Simon Yates den Giro d’Italia, obwohl er im Vorfeld der 20. Etappe fast eineinhalb Minuten zurückgelegen war. Richard Carapaz belegte den dritten Gesamtrang. Nach seiner starken Leistung bei der Italien-Rundfahrt musste Carapaz seinen Start bei der Tour de France wegen einem Magen-Darm-Infekt absagen.

## Erfolge
2013

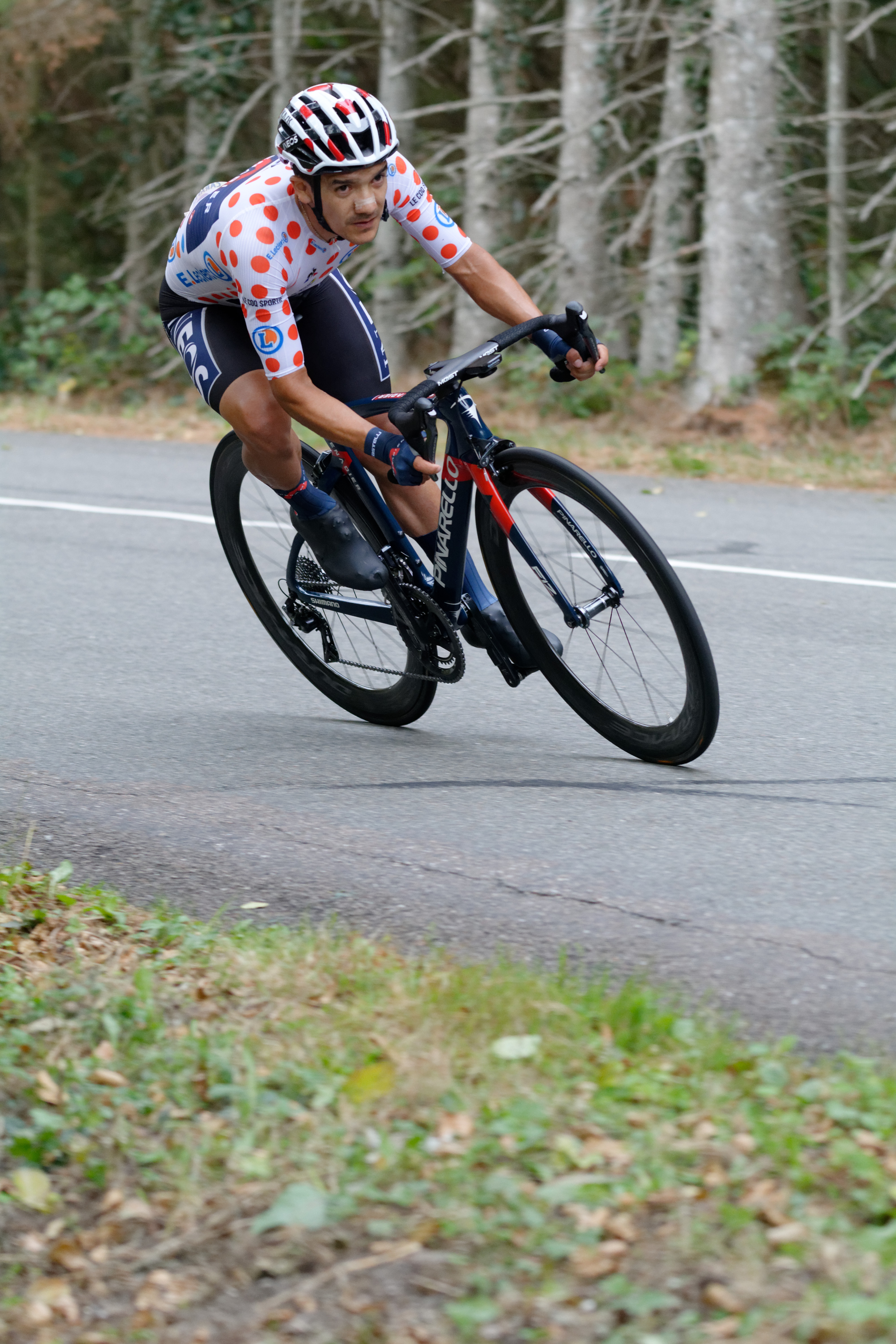
Richard Carapaz im Bergtrikot auf der 20. Etappe der Tour de France 2020

- Nachwuchswertung Vuelta a Guatemala
- Panamerikanische Meisterschaften – Straßenrennen (U23)

2017
- Nachwuchswertung Route du Sud

2018
- Gesamtwertung und eine Etappe Vuelta Asturias
- eine Etappe Giro d’Italia

2019
- Gesamtwertung, eine Etappe und Punktewertung Vuelta Asturias
- Gesamtwertung und zwei Etappen Giro d’Italia

2020
- eine Etappe Polen-Rundfahrt

2021
- Gesamtwertung und eine Etappe Tour de Suisse
- Olympiasieger – Straßenrennen

2022
- Ecuadorianischer Meister – Einzelzeitfahren
- eine Etappe Katalonien-Rundfahrt
- drei Etappen und  Bergwertung Vuelta a España

2023
- Panamerikaspiele – Einzelzeitfahren

2024
- Ecuadorianischer Meister – Zeitfahren
- eine Etappe, Punktewertung und Bergwertung Tour Colombia
- eine Etappe Tour de Romandie
- eine Etappe,  Bergwertung und  Goldene Rückennummer Tour de France

2025
- eine Etappe Giro d’Italia

## Grand-Tour-Platzierungen
| Grand Tour            | 2017 | 2018 | 2019 | 2020 | 2021 | 2022 | 2023 | 2024 | 2025 |
| --------------------- | ---- | ---- | ---- | ---- | ---- | ---- | ---- | ---- | ---- |
| Giro d’ItaliaGiro     | –    | 4    | 1    | –    | –    | 2    | –    | –    | 3    |
| Tour de FranceTour    | –    | –    | –    | 13   | 3    | –    | DNF  | 17   | –    |
| Vuelta a EspañaVuelta | 36   | 18   | –    | 2    | DNF  | 14   | –    | 4    |      |